# Mettigel

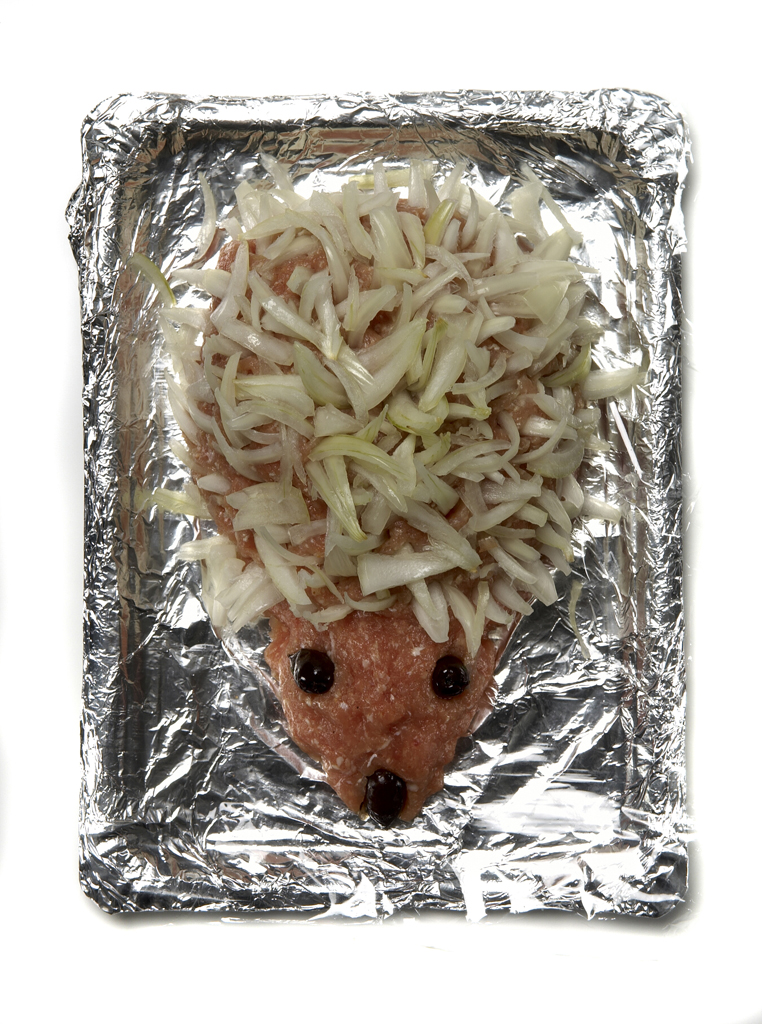
Mettigel mit Zwiebeln als Stacheln

Mettigel (auch Mett-Igel, Hack-Igel, Hackepeterigel) sind ein Bestandteil von kalten Platten bzw. kalten Buffets. Sie bestehen aus Mett mit Garnierung in der Form eines Igels.

## Geschichte
Die Entstehung des Mettigels wird häufig auf einen Zeitraum von den 1950er Jahren bis in die 1970er Jahre datiert. Peter Peter bezeichnet ihn in seiner Kulturgeschichte der deutschen Küche (2008) als „Beginn der kreativen Küche“. Das Wort „Mettigel“ und Rezepte zur Garnierung von Mett als Igel gibt es jedoch erst seit den 2000er Jahren. Der Stuttgarter Koch Vincent Klink gibt an, dass der erste Fernsehkoch Clemens Wilmenrod den Mettigel populär gemacht habe. In Wilmenrods Kochbüchern findet sich jedoch kein Rezept dafür; ebenso wenig in zahlreichen Kochbüchern zu Hackfleischgerichten und kalten Platten aus den 1960er bis 1980er Jahren.
Der Schriftsteller Erich Loest erwähnt in seinem 1987 veröffentlichten Roman Froschkonzert ein Büffet mit kalten Speisen, darunter „Lachs und Forelle, Waldorfsalat, Braten- und Käseplatten, Eier mit Kaviar, Schinkenröllchen, als Igel aufgemotzter Mett-Berg“. Zur Popularität des Mettigels trug seine Verwendung als Requisit in Fernsehsendungen wie Die 70er Show mit Hape Kerkeling (2003), Switch Reloaded in einer Parodie der Sendung Das perfekte Dinner (2008), TV total (2008) sowie in der Reality-Show Schwiegertochter gesucht (2010) bei. In Polen wurde das Rezept „mięsny jeż“ („Fleischigel“) 2012 durch die Polsat-Serie Pamiętniki z wakacji (polnische Version von X-Diaries) zu einem Internetphänomen. Seit 2024 steht das Gericht auf der Speisekarte eines Restaurants in Clärchens Ballhaus.

## Frühere Gerichte in Igelform

### Warm
Bereits im Grossen vollständigen Universal-Lexicon Aller Wissenschafften und Künste (Band 14, 1739) findet sich ein Rezept namens Igel: Igel, ist auch ein gewisses Essen, .... Im Rezept wird eine Kalbsleber gekocht, zerrieben, zu einem Igel geformt, garniert und gebacken. Ein ähnliches Rezept findet sich in der Regionalküche des Westerwalds unter dem Namen „Hachenburger Ischel“. Dabei werden Hackfleischbällchen mit Zwiebelstreifen gespickt, die während des Garens aus dem Brät hervortreten. In der Küche des 19. Jahrhunderts gab es eine Garnierung verschiedener warmer Speisen in Igelform, die als „en hérisson“ (frz.: „als Igel“) bezeichnet wurde. Es sind unter anderem Rezepte mit Kalbsbries und Poularde sowie Haselhühner belegt. Bei Wilhelm Heinse wird eine gespickte Quitte mit einem Igel verglichen.

### Kalt
Seit den 1950er Jahren sind Rezepte für Eierigel belegt, seit den 1960er Jahren Käseigel, seit den 1970er Jahren Gurkenigel. Weitere Rezepte wie Fliegenpilzeier und -tomaten, Käsespieße mit Weintrauben oder Schinkenröllchen und -tüten gehörten in den 1970er Jahren zum Standardrepertoire von kalten Buffets. Oft wurden diese Speisen auch zusammen mit Brot und Butter etc. zum Bier gereicht.

## Zubereitung
Für die Zubereitung wird eine Portion Mett in die Form eines Igels gebracht und mit hineingesteckten Salzstangen oder rohen geviertelten Zwiebelringen als „Stacheln“, alternativ  mit Gurkenscheiben als „Ohren“ sowie mit Oliven o. Ä. als „Augen“ und „Nase“ dekoriert. Angerichtet wird er oft auf einem Bett aus Salatblättern, rohen gehackten Zwiebeln oder Zwiebelringen. Dazu werden Brot, Brötchen oder Brezeln und Butter sowie Pfeffer und Salz zum etwaigen Nachwürzen nach Belieben gereicht. Kleine Mettigel (auch „Mini-Mettigel“) werden als Snack zubereitet und auf Unterlagen wie Pumpernickel oder Brot, Cracker etc. angerichtet.

## Hygiene
Der Mettigel zählt wegen seines Hauptbestandteils Rohfleisch zu den sensiblen, leicht verderblichen Lebensmitteln. Krankheitserregende Bakterien wie Escherichia coli, Salmonellen und Listerien können sich in Hackfleisch schnell vermehren. Durch die Zubereitung ohne Keimabtötung (Erhitzung) und durch nachfolgende Präsentation des Mettigels wird die Haltbarkeit verkürzt. Je nach Umgebungstemperatur kann der Mettigel schon wenige Stunden nach der Zubereitung nicht mehr für den Verzehr geeignet sein.